# Epinecrophylla amazonica
El hormiguerito del Madeira (Epinecrophylla amazonica), es una especie de ave paseriforme de la familia Thamnophilidae perteneciente al género Epinecrophylla. Es nativo de América del Sur.

## Distribución yhábitat
Se distribuye por el centro sur de la Amazonia brasileña (ambas márgenes del río Juruá hacia el este hasta ambas márgenes del río Madeira y río Ji-Paraná) y norte de Bolivia (Pando).
Habita en el sotobosque de bosques húmedos, principalmente de tierra firme, por abajo de los 500 m s. n. m. de altitud.

## Sistemática

### Descripción original
La especie E. amazonica fue descrita por primera vez por el zoólogo alemán naturalizado brasileño Hermann von Ihering en 1905 bajo el nombre científico Myrmotherula pyrrhonota amazonica.

### Etimología
El nombre genérico femenino «Epinecrophylla» proviene del griego «epi»: sobre, «nekros»: muerto, y «phullon»: hoja; significando «sobre hojas muertas», reflejando la fuerte predilección de las especies de este género por buscar insectos en hojas muertas colgantes; y el nombre de la especie «amazonica», del latín «amazonicus»: «de la Amazonia».

### Taxonomía
La separación de las antes subespecies E. amazonica y Epinecrophylla pyrrhonota de E. haematonota propuesta en el estudio de Whitney et al. 2013 con base en análisis de filogenia molecular, morfología y vocalización, fue aprobada en la Parte A de la Propuesta N.º 589 al SACC. Tanto el Congreso Ornitológico Internacional (IOC Versión 7.1, 2017), como Clements Checklist v.2016 listan ambas como especies plenas.
La nueva especie Epinecrophylla dentei, descrita en 2013 por Whitney et al., tuvo su reconocimiento como especie plena rechazado por el South American Classification Committee (SACC) en la Parte B de la misma Propuesta N.º 589. y considerada la subespecie Epinecrophylla amazonica dentei , lo que fue seguido por  Clements Checklist v.2016 e IOC.
Diversos autores sugirieron que el género Myrmotherula no era monofilético, uno de los grupos que fueron identificados como diferente del Myrmotherula verdadero fue el grupo de garganta punteada o haematonota, cuyos miembros comparten similitudes de plumaje, de hábitos de alimentación y de vocalización. Finalmente, análisis filogenéticos de la familia conducidos por Isler et al. (2006), incluyendo 6 especies del grupo haematonota y más 12 de Myrmotherula, encontraron que los dos grupos no estaban hermanados. Para aquel grupo fue descrito el género Epinecrophylla. La separación en el nuevo género fue aprobada por la Propuesta N.º 275 al South American Classification Committee (SACC) en mayo de 2007.